# العلاقات الدومينيكية القرغيزستانية
العلاقات الدومينيكية القيرغيزستانية هي العلاقات الثنائية التي تجمع بين دومينيكا وقيرغيزستان.

## مقارنة بين البلدين
هذه مقارنة عامة ومرجعية للدولتين:
| وجه المقارنة                                              | دومينيكا              | قيرغيزستان                      |
| --------------------------------------------------------- | --------------------- | ------------------------------- |
| المساحة (كم2)                                             | 751                   | 199.95 ألف                      |
| عدد السكان (نسمة)                                         | 73.92 ألف             | 6.20 مليون                      |
| الكثافة السكانية (ن./كم²)                                 | 9.84 ألف              | 31.01                           |
| العاصمة                                                   | روسو                  | بيشكك                           |
| اللغة الرسمية                                             | لغة إنجليزية          | اللغة الروسية، اللغة القيرغيزية |
| العملة                                                    | دولار شرق الكاريبي    | سوم قيرغيزستاني                 |
| الناتج المحلي الإجمالي (بليون دولار)                      | 562.54 مليون          | 7.56 مليار                      |
| الناتج المحلي الإجمالي (تعادل القوة الشرائية) بليون دولار | 789.63 مليون          | 20.45 مليار                     |
| الناتج المحلي الإجمالي الاسمي للفرد دولار أمريكي          | 7.12 ألف              | 1.10 ألف                        |
| الناتج المحلي الإجمالي للفرد دولار أمريكي                 | 10.88 ألف             |                                 |
| مؤشر التنمية البشرية                                      | 0.724                 | 0.655                           |
| رمز المكالمات الدولي                                      | +1767                 | +996                            |
| رمز الإنترنت                                              | .dm                   | .kg                             |
| المنطقة الزمنية                                           | 00، توقيت أطلنطي موحد | ت ع م+06:00                     |

## منظمات دولية مشتركة
يشترك البلدان في عضوية مجموعة من المنظمات الدولية، منها:
| علم المنظمة | اسم المنظمة                        | تاريخ انضمام دومينيكا | تاريخ انضمام قيرغيزستان |
| ----------- | ---------------------------------- | --------------------- | ----------------------- |
|             | مؤسسة التنمية الدولية              | 29 سبتمبر 1980        | 24 سبتمبر 1992          |
|             | يونسكو                             | 9 يناير 1979          | 2 يونيو 1992            |
|             | وكالة ضمان الاستثمار متعدد الأطراف | 7 أكتوبر 1991         | 21 سبتمبر 1993          |
|             | الأمم المتحدة                      | 18 ديسمبر 1978        | 2 مارس 1992             |
|             | الاتحاد البريدي العالمي            | ?                     | ?                       |
|             | البنك الدولي للإنشاء والتعمير      | 29 سبتمبر 1980        | 18 سبتمبر 1992          |
|             | الاتحاد الدولي للاتصالات           | 28 أكتوبر 1996        | 20 يناير 1994           |
|             | منظمة حظر الأسلحة الكيميائية       | ?                     | ?                       |
|             | مؤسسة التمويل الدولية              | 29 سبتمبر 1980        | 11 فبراير 1993          |
|             | منظمة التجارة العالمية             | ?                     | ?                       |
|             | منظمة الشرطة الجنائية الدولية      | ?                     | ?                       |

## وصلات خارجية
- موقع وزارة الخارجية القيرغيزستانية